# Insígnia de l'Assalt d'Infanteria
La Insígnia de l'Assalt d'Infanteria (alemany: Infanterie Sturmabzeichen) era una insígnia de guerra alemanya, creada el 20 de desembre de 1939 pel Generaloberst Walther von Brauchitsch com a comandant de l'OKH per atorgar als soldats del Heer i de les Waffen-SS durant la Segona Guerra Mundial.
Per a la seva concessió calia:
1. Ser membre d'un regiment d'infanteria, granaders, fusellers o fusellers de muntanya
2. Haver participat en accions d'assalt d'infanteria, contraatacs d'infanteria, reconeixements armats que finalitzessin en combat, participessin en combat mà a mà a una posició d'assalt o la destrucció amb armes manuals d'un tanc enemic
3. Les accions s'havien d'haver realitzat en 3 dies diferents.

Va ser instituïda amb la intenció de reconèixer les accions de les tropes d'infanteria a primera línia de foc. Les recomanacions per a la seva concessió eren realitzades pels comandants de companyia i, simbòlicament, les primeres concessions van ser fetes a un soldat ras i a un oficial, l'oberleutnant Wilhelm Körbel per von Brauchitsch personalment el 28 de maig de 1940.
L'1 de juny de 1940 s'instituí una versió en bronze, per ser atorgada a la infanteria motoritzada i mecanitzada.
Donades les seves característiques, amb el transcurs de la guerra fou altament atorgada.
El 1957 s'autoritzà una versió "desnazificada" de la condecoració. Passà a denominar-se "Ordens-Gesetz" i, simplement, s'eliminà l'àliga amb l'esvàstica.
Es lluïa a la butxaca esquerra de l'uniforme.

## Disseny
Una corona vertical ovalada de fulles de roure, sobre la qual hi ha diagonalment un Mauser Kar98k amb la baioneta fixada (l'arma clàssica de la infanteria alemanya). A la part superior hi ha l'emblema nacional, l'àliga amb les ales recollides amb l'esvàstica a les urpes, en l'estil de la Wehrmacht. Té 6,3 cm d'alt per 4,9 cm d'ample.
Té un acabat en plata (o bronze)